# Rapport från Stockholms sexträsk
Rapport från Stockholms sexträsk är en svensk dokumentärfilm från 1974  med Arne Brandhild som regissör, producent och fotograf. Filmen skildrar sexmarknaden i Stockholm och visar scener från sexklubbar och liveshows samt intervjuer med prostituerade och modeller.

### Fotnoter
1. ↑  ”Rapport från Stockholms sexträsk”. Svensk Filmdatabas. http://sfi.se/sv/svensk-filmdatabas/Item/?itemid=4925&type=MOVIE&iv=Basic&ref=/templates/SwedishFilmSearchResult.aspx?id%3d1225%26epslanguage%3dsv%26searchword%3dRapport+fr%C3%A5n+Stockholms+sextr%C3%A4sk%26type%3dMovieTitle%26match%3dBegin%26page%3d1%26prom%3dFalse. Läst 30 april 2013.